# Antytaon
Antytaon (T+) – antycząstka, przeciwieństwo cząstki Taon. Należy do leptonów.

## Odkrycie
Taony, zostały odkryte, przez Martina Lewisa Perla, w 1975 r. Za ich odkrycie, odkrywca dostał Nagrodę Nobla w 1995 r. Wykryto je w eksperymentach SLAC i LBL.

## Dane
Średni czas życia antytaonu jest taki sam jak taonu - 3x10-13 sekundy. Jest leptonem z trzeciej generacji. Ma ładunek dodatni, a masa to 1777 MeV.